# Pruské
Pruské je naseljeno mjesto u okrugu Ilava u  Trenčínskom kraju u Slovačkoj.

## Stanovništvo
| Godina:     | 1993. | 2003.    | 2013.   | 2023.   |
| ----------- | ----- | -------- | ------- | ------- |
| Broj ljudi: | 2710  | 2104     | 2212    | 2299    |
| Razlika:    |       | -22,36 % | +5,13 % | +3,93 % |

| Godina:     | 2022. | 2023.   |
| ----------- | ----- | ------- |
| Broj ljudi: | 2306  | 2299    |
| Razlika:    |       | -0,30 % |

Prema podacima o broju stanovnika iz 2023. godine naselje je imalo 2299 stanovnika.

## Vanjske poveznice
|  | Zajednički poslužitelj ima još gradiva o temi Pruské |

- Službena stranica naselja (sl.)